# Stazione di Annemasse
La stazione di Annemasse è una stazione ferroviaria del dipartimento dell'Alta Savoia, nella regione del Rodano-Alpi, a servizio dell'omonimo comune francese.
La stazione è punto importante di collegamento tra le linee ferroviarie, Longeray-Léaz - Le Bouveret, Aix-les-Bains - Annemasse e origine della breve linea internazionale Ginevra - Annemasse. Si trova a 435 m s.l.m..

## Storia
L'apertura della stazione avvenne il 30 agosto 1880 in seguito all'entrata in funzione della tratta ferroviaria tra Longeray-Léaz e Thonon-les-Bains prolungata nel 1882 fino a Évian-les-Bains.
Nel 1883 Annemasse venne collegata a La Roche-sur-Foron e l'anno dopo a Annecy. L'esercizio era della compagnia PLM.
Il 1º giugno 1888 la stazione venne collegata alla breve linea internazionale per Ginevra esercita dalla Chemin de fer de l'État de Genève.